# Giulia Steigerwalt
Giulia Steigerwalt, née le 13 avril 1982 à Houston dans l'État du Texas aux États-Unis, est une actrice, une romancière et une scénariste américaine travaillant en Italie.

## Biographie
Diplômée en philosophie avec mention, Giulia Steigerwalt obtient un Master en Film Art Management à la faculté d'économie de l'université de Rome « La Sapienza ». En 1999, elle débute au cinéma en tenant l'un des rôles principaux de la comédie romaine Come te nessuno mai de Gabriele Muccino. Deux ans plus tard, elle joue dans la comédie Mari del sud de Marcello Cesena (it) aux côtés de Victoria Abril et Diego Abatantuono et retrouve Muccino qui lui offre un rôle de figuration dans sa comédie dramatique Juste un baiser (L'ultimo bacio). 
En 2002, elle obtient des rôles récurrents dans deux séries télévisées populaires, Le ragioni del cuore et Lo zio d'America. Elle tient un rôle secondaire l'année suivante dans la comédie Sous le soleil de Toscane (Under the Tuscan Sun) d'Audrey Wells avec pour partenaires Diane Lane, Lindsay Duncan et Raoul Bova, et joue aux côtés de Cristiana Capotondi et Nicolas Vaporidis (it) dans la comédie Come tu mi vuoi de Volfango De Biasi (it) en 2007.
En 2008, elle donne la réplique à Federico Costantini (it) dans le téléfilm Noi due de Massimo Coglitore et joue un petit rôle pour Giulio Manfredonia dans la comédie dramatique Si può fare. L'année suivante, elle apparaît aux côtés de Vaporidis et Laura Chiatti dans le drame sentimentale Iago de Volfango De Biasi (it), librement inspiré de la tragédie Othello de William Shakespeare. Elle tourne ensuite pour Cesare Fragnelli (deux films à petits budgets) et un téléfilm pour Luis Prieto (it).
Depuis 2012, elle commence une carrière de scénariste et de romancière. Elle travaille d'abord avec Max Mazzotta (it) sur la comédie Fiabeschi torna a casa. En 2010, elle publie un premier roman, E se fosse possibile?. En 2017, elle signe ces deux premiers scénarios, celui de la comédie dramatique Babylon Sisters de Gigi Roccati et de la comédie Femme et Mari (Moglie e marito) de Simone Godano, avec Pierfrancesco Favino et Kasia Smutniak dans les rôles principaux. 

## Filmographie

### Actrice

#### Au cinéma
- 1999 : Come te nessuno mai de Gabriele Muccino
- 2001 : Juste un baiser (L'ultimo bacio) de Gabriele Muccino
- 2001 : Mari del sud de Marcello Cesena (it)
- 2002 : Volesse il cielo! de Vincenzo Salemme (it)
- 2002 : Paz! de Renato De Maria
- 2002 : Il corridoio de Vittorio Badini Confalonieri (court-métrage)
- 2003 : Prima dammi un bacio d'Ambrogio Lo Giudice (it)
- 2003 : Sous le soleil de Toscane (Under the Tuscan Sun) d'Audrey Wells
- 2007 : Come tu mi vuoi de Volfango De Biasi (it)
- 2008 : The Eternal City d'Arianna De Giorgi et Jason Goodman
- 2008 : Si può fare de Giulio Manfredonia
- 2009 : Iago de Volfango De Biasi (it)
- 2010 : Ragazzi de Cesare Fragnelli
- 2010 : Risorse Umane (fresche di giornata) de Marco Giallonardi (court-métrage)
- 2011 : Oltre il mare de Cesare Fragnelli
- 2016 : Il giorno più bello de Vito Palmieri (it)

#### À la télévision

##### Séries télévisées
- 2002 : Le ragioni del cuore d'Anna Di Francisca, Luca Manfredi et Alberto Simone (it)
- 2002 - 2006 : Lo zio d'America de Rossella Izzo (it)
- 2004 : Le stagioni del cuore d'Antonello Grimaldi
- 2005 : Una famiglia in giallo d'Alberto Simone (it)
- 2006 : Il vizio dell'amore de Mariano Cirino, un épisode

##### Téléfilms
- 2008 : Noi due de Massimo Coglitore
- 2011 : Il signore della truffa de Luis Prieto (it)

### Scénariste

#### Au cinéma
- 2017 : Babylon Sisters de Gigi Roccati
- 2017 : Femme et Mari (Moglie e marito) de Simone Godano
- 2019 : Croce e delizia de Simone Godano
- 2019 : Le Défi du champion (Il campione) de Leonardo D'Agostini (it)

### Réalisatrice
- 2022 : Settembre
- 2024 : Diva Futura

## Distinctions
- Rubans d'argent 2022 : Meilleur nouveau réalisateur pour Settembre
- David di Donatello 2023 : Meilleure réalisatrice débutante pour Settembre